# Daphnella
Daphnella is een geslacht van weekdieren uit de klasse van de Gastropoda (slakken).

## Soorten
- Daphnella allemani (Bartsch, 1931)
- Daphnella angulata Habe & Masuda, 1990
- Daphnella angustata (Sowerby III, 1886)
- Daphnella annulata Thiele, 1925
- Daphnella antillana Espinosa & Fernández-Garcés, 1990
- Daphnella arafurensis (E. A. Smith, 1884)
- Daphnella arcta (E. A. Smith, 1884)
- Daphnella areolata Stahlschmidt, Poppe & Chino, 2014
- Daphnella aspersa (Gould, 1860)
- Daphnella atractoides Hervier, 1897
- Daphnella aulacoessa (Watson, 1881)
- Daphnella aureola (Reeve, 1845)
- Daphnella axis (Reeve, 1846)
- Daphnella bartschi Dall, 1919
- Daphnella boholensis (Reeve, 1843)
- Daphnella botanica Hedley, 1922
- Daphnella butleri (E. A. Smith, 1882)
- Daphnella canaliculata Ardovini, 2009
- Daphnella cancellata Hutton, 1878
- Daphnella capensis (G. B. Sowerby III, 1892)
- Daphnella celebensis Schepman, 1913
- Daphnella cheverti Hedley, 1922
- Daphnella chrysoleuca (Melvill, 1923)
- Daphnella cladara Sysoev & Bouchet, 2001
- Daphnella clathrata Gabb, 1865
- Daphnella compsa (Watson, 1881)
- Daphnella concinna (Dunker, 1857)
- Daphnella corbicula (Dall, 1889)
- Daphnella corbula Thiele, 1925
- Daphnella crebriplicata (Reeve, 1846)
- Daphnella cubana Espinosa & Fernández-Garcés, 1990
- Daphnella dea Melvill, 1904
- Daphnella delicata (Reeve, 1846)
- Daphnella dentata (Souverbie, 1870)
- Daphnella dilecta Sarasúa, 1992
- Daphnella diluta G. B. Sowerby III, 1896
- Daphnella elata G. B. Sowerby III, 1893
- Daphnella elegantissima Espinosa & Fernández-Garcés, 1990
- Daphnella eugrammata Dall, 1902
- Daphnella euphrosyne Melvill & Standen, 1903
- Daphnella evergestis Melvill & Standen, 1901
- Daphnella flammea (Hinds, 1843)
- Daphnella floridula Stahlschmidt, Poppe & Chino, 2014
- Daphnella gemmulifera McLean & Poorman, 1971
- Daphnella graminea Stahlschmidt, Poppe & Chino, 2014
- Daphnella grundifera (Dall, 1927)
- Daphnella harrisoni (Tenison-Woods, 1878)
- Daphnella hayesi Nowell-Usticke, 1959
- Daphnella hedya Melvill & Standen, 1903
- Daphnella hyalina (Reeve, 1845)
- Daphnella ichthyandri Sysoev & Ivanov, 1985
- Daphnella inangulata B.-Q. Li & X.-Z. Li, 2014
- Daphnella intercedens (Melvill, 1923)
- Daphnella interrupta Pease, 1860
- Daphnella itonis Sysoev & Bouchet, 2001
- Daphnella janae Stahlschmidt, Poppe & Chino, 2014
- Daphnella jucunda Thiele, 1925
- Daphnella letourneuxiana (Crosse & P. Fischer, 1865)
- Daphnella leucophlegma (Dall, 1881)
- Daphnella levicallis Poorman, 1983
- Daphnella louisae De Jong & Coomans, 1988
- Daphnella lymneiformis (Kiener, 1840)
- Daphnella lyonsi Espinosa & Fernandez Garces, 1990
- Daphnella magnifica Stahlschmidt, Poppe & Chino, 2014
- Daphnella margaretae Lyons, 1972
- Daphnella marmorata Hinds, 1844
- Daphnella mazatlanica Pilsbry & Lowe, 1932
- Daphnella mitrellaformis (Nomura, 1940)
- Daphnella monocincta Nowell-Usticke, 1969
- Daphnella nobilis Kira, 1959
- Daphnella omaleyi (Melvill, 1899)
- Daphnella ornata Hinds, 1844
- Daphnella patula (Reeve, 1845)
- Daphnella pernobilis Habe, 1962
- Daphnella pessulata (Reeve, 1843)
- Daphnella pluricarinata (Reeve, 1845)
- Daphnella pulchrelineata Stahlschmidt, Poppe & Chino, 2014
- Daphnella pulviscula Chino, 2006
- Daphnella radula Pilsbry, 1904
- Daphnella recifensis Barnard, 1958
- Daphnella reeveana (Deshayes, 1863)
- Daphnella reticulosa (Dall, 1889)
- Daphnella retifera (Dall, 1889)
- Daphnella retusa McLean & Poorman, 1971
- Daphnella rissoides (Reeve, 1843)
- Daphnella sabrina Melvill, 1906
- Daphnella sandwicensis Pease, 1860
- Daphnella semivaricosa Habe & Masuda, 1990
- Daphnella sigmastoma Hedley, 1922
- Daphnella souverbiei (E. A. Smith, 1882)
- Daphnella stiphra Verco, 1909
- Daphnella supercostata (E. A. Smith, 1882)
- Daphnella tagaroae Stahlschmidt, Poppe & Chino, 2014
- Daphnella terina Melvill & Standen, 1896
- Daphnella thiasotes (Melvill & Standen, 1896)
- Daphnella ticaonica (Reeve, 1845)
- Daphnella tosaensis Habe, 1962
- Daphnella varicosa (Souverbie & Montrouzier, 1874)
- Daphnella wui Chang, 2001